# Жирновский район
Жи́рновский райо́н — административно-территориальная единица (район) и одноимённое муниципальное образование (муниципальный район) в Волгоградской области России.
Административный центр района — город Жирновск.

## Физико-географическая характеристика
Жирновский район расположен в северо-восточной части Волгоградской области на южных окраинах Приволжской возвышенности в зоне степей с тёмно-каштановыми почвами. Главной водной артерией является река Медведица, текущая с севера на юг и разделяющая район на две части: правобережную — район Медведицких яров с развитой сетью балок и левобережную — район Доно-Медведицкой гряды с наивысшей точкой области Тетеревятским кряжем (358 м). Район граничит на западе с Руднянским и Еланским, на юге с Котовским, Камышинским районами Волгоградской области, на севере с Калининским и Лысогорским, на востоке с Красноармейским районами Саратовской области.
Площадь района — 2971 км², что составляет около 2,6 % от территории Волгоградской области. Протяжённость района с севера на юг — 65 км, с запада на восток — 45 км.
Район расположен между 50°57‘ и 51° 20‘ северной широты; 44° 21‘ и 45° 32‘ восточной долготы.

### Геология
Район расположен в юго-восточной части Восточно-Европейской платформы. В архей и протерозой, примерно 1,5-2,5 млрд лет назад, на всей территории Волгоградской области располагался крупный горный массив. В результате экзогенных процессов — общий рельеф сгладился, при этом образовался жёсткий фундамент платформы.
В палеозойскую, мезозойскую и кайнозойскую эру регион испытывает медленные, чередующиеся опускания и поднятия, приводившие к резкому изменению уровня моря, в результате которого образовался осадочный чехол.
Поверхность представлена органическими и неорганическими осадками древних морей: песком, песчаником, мелом, толщина которого на берегах реки Медведицы может достигать 60 метров.

### Гидрология
Территория района относится к бассейну реки Дон, впадающего в Азовское море. Среди рек, крупнейшей является Медведица со своими притоками: Терса, Добринка, Карамыш и множеством более малых рек и ручьёв.
В Красном Яру на реке Медведице построена МГЭС, ныне находящаяся в реконструкции.

### Климат
В целом климат можно охарактеризовать как умеренно континентальный засушливый, с продолжительным и жарким летом, холодной и неустойчивой зимой. Среднегодовая температура воздуха изменяется в пределах от 5,2…5,5°С до 8,0…8,3°С
.
Самым тёплым месяцем года является июль. Средняя температура этого месяца 21-22°С. Средняя сумма активных температур летнего периода составляет 2800°С. Абсолютный максимум температуры достигает 40…42°С. При такой высокой температуре приземного слоя воздуха поверхность почвы нагревается до 50…55°С.
Располагаясь в южной половине умеренного пояса, территория получает достаточное количество солнечной радиации; напряжённость её суммарной величины составляет 110—115 ккал/см²*год, а радиационный баланс достигает 45-50 ккал/см²*год, причём в течение 10 месяцев года баланс положительный, что свидетельствует о хорошей обеспеченностью теплом. В среднем продолжительность безморозного периода оставляет 148—153 дня. В летний период года сильные восточные ветры переходят в суховеи и пыльные бури.
Наиболее холодным месяцем года является январь. Среднемесячная температура этого месяца составляет около −11…-11,8°С. Абсолютный минимум характерен для января или февраля, когда температура опускается до −35…-40°С. Среднемноголетние сроки образования устойчивого снежного покрова в северных районах — 11—17 декабря, в южных — 20—25 декабря. Снежный покров сохраняется от 90 до 110 дней. Средние значения высоты снежного покрова колеблются от 13 до 22 см.
Среднегодовое количество осадков составляет 480—450 мм.

## Биологическое разнообразие

### Изучение
Первые достоверные сведения о природе междуречья Волги и Медведицы встречаются в дневниках голштинского посланника А. Олеария (1633-39), голландца Я.Стрейса (1668), англичанина Дж. Перри (1699—1701), фламандца К. де Бруина (1703-07). Их записи дают представление о природном разнообразии края, как почти не тронутой деятельностью человека.

В полосе, находящейся между Камышинкой и Терки, климат отличный, почва плодородная и страна эта весьма приятна для жизни.
— Дневник Дж. Перри
В начале XVIII века Академия наук командирует отдельные учёные экспедиции для изучения природных богатств степного Юго-Востока. Первым исследователем в Волгодонья стал Г. Шобер. Путешественник в своих путевых записках отмечет:

… в обширных пустырных районах по Волге произрастают прекрасные дикие травы: тюльпаны, лилии, гиацинты, солодка, дикий миндаль.

Материалы собранные учёным были опубликованы в 1739 году. Весной 1732 года и осенью 1745 года территорию исследует И. Я. Лерхе. Он со старательностью собирал гербарии и рукописные материалы о биологическом разнообразии не только степной зоны, но и лесостепи. В 1739 году директор Московского аптекарского огорода Т.Гербер посетил степи Среднего Дона. Материалы собранные в результате экспедиции послужили основой для написания рукописной «Flora wolgensis…». В течение периода с апреля по август 1770 года Э. Лаксманн и И.Гертнер, исследуют степи Поволжья, собирая многочисленные образца растений. Весной 1773 года П. С. Паллас, путешествует по всей Волгоградской области, описывает не только биологическое разнообразие края, но и быт, обычаи и населённые пункты степей Волгодонья. 1800 и 1806 годы исследовательские экспедиции Ф. К. Биберштейна. Начало XX века экспедиция Б.А Келлера.
- Корнелис де Брюйн
- Адам Олеарий
- Петер Симон Паллас

На территории района расположен памятник природы регионального значения — Большой Каменный овраг, созданный с целью сохранения природного комплекса — уникального для территории Приволжской возвышенности геологического разреза пород каменноугольного и верхнемелового периодов.

### Флора
Характерен обеднённый флористический состав. Его основу составляют ксерофильные злаки: ковыль узколистый или тирса, весьма распространена овсяница валисийская или типчак, среди исчезающих видов келерия или тонконог. В составе травостоя присутствуют два виды злаков: рыхлодерновинные — тимофеевка степная, овсец Шмеля, корневищные — мятлик узколистный, пырей промежуточный. В разнотравье выделяются лютик многоцветный, полынь армянская,василёк луговой. Напочвенный покров нередко хорошо развит из зелёных мхов.
Из флоры леса преобладают мягколиственные породы деревьев: берёза, осина, ольха, липа, тополь, ива. Распространены также: вяз, дуб, клён. Основным представителем хвойных пород являются сосны,ели. В большом количестве произрастают съедобные ягоды: малина, земляника, рябина, смородина, черника, калина, грибы: грузди, опята, лисички, сморчки, подберёзовики, маслята, белый гриб, а также мухоморы, бледная поганка, множество других. Распространены: лещина, дикие груши и яблони, черёмуха, рябина, сирень и множество других видов. Лесные насаждения богаты растениями, обладающие фитоницидными и лекарственными свойствами. Травянистые лекарственные растения представлены такими видами, как: багульник, ландыш, валериана, можжевельник, одуванчик, крапива, полынь, подорожник, пастушья сумка, лопух и др. Всего более 30 видов лекарственных растений. Также распространены такие виды, как: папоротник, борец высокий, чебрец, тимофеевка, тонконог, костёр, смолёвка, горицвет, жимолость, боярышник, мята, кислица, шиповник, крушина. Медоносы: липа, кипрей, медуница, клевер белый и другие.

### Фауна
Гамазовые и иксодовые клещи — переносчики инфекционных заболеваний диких и домашних животных. Множество саранчёвых (саранча), кузнечики, представители отряда хищных богомолов: обыкновенного и эмпузы, а также сверчки и трубачики. Клопы из семейств булавников, наземников и ромбовиков.Характерными жуками являются степные виды усачей корнеедов, жуков-листоедов. Богато видовым разнообразием семейства слоников и долгоносиков. Повсеместно обитают амфибии, а именно зелёная жаба, из рептилий — практически все виды настоящих ящериц, ужи и полозы, реже — степные гадюки. Из птиц выделяются курообразные — серые куропатки и перепела. Во время перелётной миграции, на озеро Лиман прилетают лебеди. Повсеместно полевые, хохлатые и степные жаворонки. Грызуны представлены сусликами, сурками, слепушонками, хомяками и полёвками.
Из фауны леса: ёж, крот, бурундук и другие виды. Объектами охоты являются белка, заяц, куница, лиса, лось, кабан, лесной хорёк.

## История

### Археологические исследования
Ахтубинская археологическая экспедиция ВГПУ под руководством Мыськова Е. П. проводила охранные раскопки 2 курганов возле г. Жирновска, которые к началу исследований нарушили траншеи трубопроводы сбора и транспортировки нефти. В них было обнаружено 11 погребений срубной культуры эпохи бронзы, датированной 1500—1250 г. до н. э. В 1997 году охранно-археологические раскопки двух курганов на землях ТОО «Нижнедобринское» были проведены областным научно-производственным центром по охране памятников истории и культуры. Руководил раскопками Захаров П. Е. Один из курганов содержал погребение знатной сарматской женщины (1 в. н. э.)
Другой курган содержал два захоронения конца XII — начала XIV веков.
Особенности обряда и погребального инвентаря, позволяют относить погребения к числу памятников эпохи Золотой Орды. Археологические раскопки, проведённые у с. Песковки археологом Скворцовым Н. Б. (2003 год), дали тот же результат.
Предметы воинского снаряжения, женские украшения, керамические сосуды, найденные во время раскопок, были переданы археологами в районный краеведческий музей.

### Немецкая колонизация
Немецкая колонизация нынешней территории Жирновского района началась во второй половине XVIII века.
22 июля 1763 года был издан «Манифест» Екатерины II с призывом к иностранцам «въезжать и селиться» на окраинных землях России. В 1766 году открылась Саратовская контора опекунства иностранных поселенцев, призванная регулировать прибытие и расселение колонистов.
Саратовской конторой предлагалось номерное именование поселений, однако сами поселенцы предпочитали называть колонии по-своему, причём чаще всего именами старост — фортштегеров. Указом 26 февраля 1768 года предписывалось присваивать колониям русские названия, обычно они были топонимического происхождения (по названиям близлежащих рек, озёр, оврагов и т. д.). На территории нынешнего Жирновского района немецкими колонистами было основано 13 колоний, объединённых в кантон с центром в селе Франк (общее население — 30930 человек):
- Вальтер — с. Гречихино
- Гусенбах — р.п. Линёво
- Диттель — с. Алешники
- Каутск — с. Вершинка
- Зеебальд — с. Верховка
- Кольб — с. Песковка
- Мергель — с. Макаровка
- Ней-Денгоф — с. Новинка
- Ней-Мессер — с. Пограничное
- Ней-Бальцер — с. Перевозники
- Кратцке — р.п. Подчинный
- Ротгамель — с. Памятное
- Франк — с. Медведица[15].

Основными занятиями немецких колонистов были земледелие и животноводство. Также известны были франкские ремесленники, особенно столяры, ткачи, кузнецы.
20 октября 1918 года образована Область Немцев Поволжья, в состав которой вошёл и Франкский кантон. С 6 января 1924 года кантон в составе Автономной Советской Социалистической Республики немцев Поволжья.

Многие жители района пострадали во время репрессий 1930-х годов, а по указу 28 августа 1941 года «О переселении немцев, проживающих в районах Поволжья» все немецкие жители были сосланы в отдалённые районы СССР.
Указом Президиума Верховного Совета РСФСР от 4 апреля 1942 года Франкский кантон был переименован в Медведицкий район, также были переименованы немецкие поселения. Франк стал называться селом Медведица.
Вплоть до 1956 года советским немцам не разрешалось покидать места ссылки. Возвращаться на прежние места жительства (с большими ограничениями) было разрешено лишь после указа 1964 года.

### Годы Гражданской войны
Первая мировая война нанесла большой урон экономике всем тыловым районам. Мужское население уходило на фронт, уменьшилось поголовье скота и тягловой силы, снизились урожаи, а подати увеличились. Сразу после февраля 1917 г. состоялся Камышинский крестьянский съезд, который постановил распространить Советскую власть на весь уезд.
На местах создавались комитеты бедноты, избиралась новая власть.
Волостными комиссарами, партийными руководителями стали большевики. В Нижней Добринке — М. С. Мартемьянов, Ф. Г. Иванов; в Меловатке — Ф. Горшков, Татарченко; в Жирном — Е. И. Тришин, П. А. Никитин и Васенин, в Красном Яре — братья Ульченко и Я. И. Безъязычный; в Александровке — В. С. Кулаков и А. А. Карев.
В Гражданскую войну маршал Советского Союза С. М. Будённый с частями 1-й Конной Армии проходил с боями по территории района, вступая в бои с войсками Деникина, перекрывая им дорогу на Москву. В селе Верхняя Добринка на здании узла связи есть мемориальная доска с надписью «Здесь в 1918 году размещался штаб 1-й конной Армии С. М. Будённого».

### Коллективизация
Засуха в 1921—1922 годов и начавшийся голод совершенно подорвали сельское хозяйство района. Только выделенные правительством деньги для голодающего края, семенная ссуда спасли население от гибели.
Стали организовываться ТОЗы (товарищества по совместной обработке земли), были получены первые устойчивые урожаи.
В 1929 году на 1-й конференции бедноты Камышинского округа были обсуждены вопросы организации крупных коллективных хозяйств. В сёлах Красноярского куста в 1929—1930 годах организовывали колхозы коммунисты В. М. Гречаный, В. Т. Ульченко, А. Т. Ульченко. В с. Жирное — П. А. Никитин, Немировский, С. А. Автономов и директор школы Маклаков Г. Д.
Первый колхоз в с. Жирном был организован комсомольцами, братьями Шмырёвыми — Фёдором и Иваном, Сергеем Ивановичем Автономовым, который и стал председателем колхоза «Комсомолец». В Куракино был колхоз им. К.Ворошилова. В с. Андреевка коллективизацию проводил П. А. Никитин, П. Д. Сафронов. В с. Александровка — Шелкунов И. В., Ерёмченко М. И., В. П. Синьков, Дубровин П. А. В с. В.-Добринка — З. П. Мантуленко, Ф. С. Бритвин и др.
К 1940 году в пос. Линёво был построен консервный завод, в Красном Яре — маслозавод и кирпичный завод. Увеличился выпуск муки на мельзаводе № 5 (бывшая мельница Бореля). Везде работали школы, народные дома, избы-читальни.

### Великая Отечественная война
В годы Великой Отечественной войны практически вся деятельность тружеников района проходила под лозунгом «Всё для фронта, всё для победы!» Мобилизация мужской рабочей силы и техники создавала огромные трудности, женщины и девушки были вынуждены осваивать мужские специальности: токарное, слесарное дело.
Тракторист Александровской МТС Семен Матвеевич Бондаренко зимой 1941—1942 годах обучал выпускниц сельских школ, молодых женщин работе на тракторе. В апреле 1942 года сдали экзамены и получили удостоверение по управлению колёсным трактором новоиспечённые трактористки: Автономова Ксения Ивановна, Бормотина Александра Васильевна, Бормотина Мария Михайловна, Кузьмичёва Пелагея Павловна, Кузьмичёва Анна Павловна, Милованова Анна Николаевна, Малофеева Анна Родионовна, Петрова Екатерина Павловна, Солмина Анна Дмитриевна, Солмина Мария Александровна, Ляляева Мария Ивановна, Фокина Анастасия Михайловна и др.
Всю войну до возвращения фронтовиков с войны работали они трактористками. Невероятно трудно было на селе весной и летом 1942 года. Пришла директива: посевы не сокращать, не уменьшать поголовье скота и не допускать падежа скота. Люди работали самоотверженно, выполняли по 1,5-2 нормы. Колхозы Медведицкого района в 1942 году сдали государству 68808 центнеров хлеба. Кроме того, в фонд Красной Армии передано 7212 ц зерна, 2389 ц мяса, 112 ц шерсти и 181 ц махорки. На Линёвский консервный завод было поставлено 8168 ц овощей, завод перерабатывал овощи и соседнего Лемешкинского района.
Женщины строили оборонительные рубежи под Сталинградом и на территории своего района, пользуясь лопатами, кирками, носилками. Оборонительные сооружения сооружали от с. Фомёнково, мимо Красного Яра на с. Морозово по Синей горе в сторону Волги. Дети пасли скот, работали ездовыми, ухаживали за ранеными.
В бывшем районном центре пос. Красный Яр, во всех сёлах, хуторах бывшего Молотовского района организовали выпуск тёплой одежды для фронтовиков. В местной промкооперации работало 300 специалистов. Они шили фуфайки, брюки, валяли валенки, делали кавалерийские сёдла. На ткацкой фабрике в с. Подчинном наладили выпуск комбайнового полотна, из которого шили плащпалатки для фронтовиков в промкооперации Молотовского района (Красный Яр).
На территории нашего района в дни Сталинградской битвы работали госпитали. В Линёво было занято под госпиталь здание школы, в Красном Яре здание кинотеатра «Маяк», дома культуры, детского сада № 5 «Тополёк», школы № 1, правление колхоза. В районе были созданы пункты связи и ПВО. Жители сдавали деньги в фонд помощи фронту. Жительница с. Фомёнково Е. П. Брыкина сдала 100 тыс. рублей и житель с. Нижняя Добринка Луночкин П. И., сдавший 120 тысяч рублей, получили от И. В. Сталина телеграммы с благодарностью. В строительстве запасной железной дороги (Сталинград — Саратов — Сызрань) на участке Иловля — Камышин работали сотни жителей района.
Всего на фронт из района ушли 12100 человек, многие из которых проявляли чудеса героизма. 10 уроженцев района за подвиги, совершённые на фронтах Великой Отечественной войны, удостоены звания Героя Советского Союза:
- Гусев В. П.,
- Шляхтуров П. П.,
- Черняев И. С.,
- Мещеряков И. И.,
- Иванцов Н. А.,
- Тарасов Г. И.,
- Надеждин Ф. А.,
- Бородачёв В. И.,
- Подколоднов В. Г.,
- Запорожский И. Н.

Хабаров Н. А. — житель города Жирновска, был полным кавалером Орденов Славы.
Грушко А. П. — сражался в составе эскадрильи «Нормандия-Неман».
Будущие нефтяники Н. Н. Дрожаков и Л. П. Котов воевали в отрядах итальянских партизан. Погибли на фронтах войны и умерли от ран в госпиталях 4309 человек.

### Создание Жирновского района
В апреле 1942 году в результате ликвидации АССР Немцев Поволжья на территории бывшего Франкского кантона в составе Сталинградской области был образован Медведицкий район с центром в рабочем поселке Линёво. Указом Президиума Верховного Совета РСФСР от 14 августа 1959 года центр района был перенесён в город Жирновск, а район переименован в Жирновский. Одновременно к нему была присоединена часть территории упразднённого Лемешкинского района. В 1963 году в состав района вошли упразднённые Руднянский и Красноярский районы. В 1964 году Руднянский район был восстановлен.
21 февраля 2005 года в соответствии с Законом Волгоградской области № 1009-ОД район наделён статусом муниципального района. В его составе образованы 15 муниципальных образований: 4 городских и 11 сельских поселений.
17 марта 2019 года в соответствии с Законом Волгоградской области № 15-ОД от 07.03.2019, количество сельских поселений, входящих в состав Жирновского района, было сокращено до 10.

## Население
Распределение населения района
 Жирновск (41,68 %) Красный Яр (15,38 %) Линёво (14,53 %) Медведицкий (2,74 %) Остальные (25,67 %)
| 1959    | 1970    | 1979    | 1989    | 2002    | 2009    | 2010    | 2011    | 2012    |
| ------- | ------- | ------- | ------- | ------- | ------- | ------- | ------- | ------- |
| 33 841  | ↗49 515 | ↘47 423 | ↘46 418 | ↗47 575 | ↘44 140 | ↘43 685 | ↘43 593 | ↘42 765 |
| 2013    | 2014    | 2015    | 2016    | 2017    | 2018    | 2019    | 2020    | 2021    |
| ↘42 040 | ↘41 306 | ↘40 854 | ↘40 333 | ↘39 759 | ↘39 034 | ↘38 350 | ↘37 927 | ↘37 173 |

### Урбанизация
В городских условиях (город Жирновск, пгт Красный Яр, пгт Линёво и пгт Медведицкий) проживают 74.62 % населения района.

### Национальный состав
По итогам переписи населения 2020 года проживали следующие национальности (национальности менее 0,1 % и другое см. в сноске к строке «Другие»):
| Национальность | Численность, чел. | Доля     |
| -------------- | ----------------- | -------- |
| Русские        | 33 530            | 90,20 %  |
| Немцы          | 346               | 0,93 %   |
| Азербайджанцы  | 258               | 0,69 %   |
| Украинцы       | 235               | 0,63 %   |
| Армяне         | 217               | 0,58 %   |
| Казахи         | 177               | 0,48 %   |
| Татары         | 62                | 0,17 %   |
| Чуваши         | 46                | 0,12 %   |
| Другие         | 2302              | 6,20 %   |
| Итого          | 37 173            | 100,00 % |

## Муниципально-территориальное устройство
В Жирновском муниципальном районе выделяются 14 муниципальных образований, в том числе 4 городских поселения и 10 сельских поселений:
| №  | Муниципальное образование           | Административный центр      | Количество населённых пунктов | Население (чел.) | Площадь (км²) |
| -- | ----------------------------------- | --------------------------- | ----------------------------- | ---------------- | ------------- |
| 1  | Жирновское городское поселение      | город Жирновск              | 1                             | ↗15 555          | 92.00         |
| 2  | Красноярское городское поселение    | рабочий посёлок Красный Яр  | 4                             | ↘6093            | 391.14        |
| 3  | Линёвское городское поселение       | рабочий посёлок Линёво      | 1                             | ↗5421            | 244.84        |
| 4  | Медведицкое городское поселение     | рабочий посёлок Медведицкий | 2                             | ↘1145            | 8.90          |
| 5  | Александровское сельское поселение  | село Александровка          | 5                             | ↘1416            | 257.23        |
| 6  | Алешниковское сельское поселение    | село Алешники               | 6                             | ↘1223            | 269.30        |
| 7  | Бородачёвское сельское поселение    | село Бородачи               | 3                             | ↗392             | 127.41        |
| 8  | Верхнедобринское сельское поселение | село Верхняя Добринка       | 2                             | ↘667             | 251.70        |
| 9  | Кленовское сельское поселение       | село Кленовка               | 5                             | ↘1346            | 337.13        |
| 10 | Медведицкое сельское поселение      | село Медведица              | 3                             | ↘2304            | 293.13        |
| 11 | Меловатское сельское поселение      | село Меловатка              | 1                             | →253             | 85.42         |
| 12 | Нижнедобринское сельское поселение  | село Нижняя Добринка        | 1                             | ↘1265            | 170.07        |
| 13 | Тарапатинское сельское поселение    | село Тарапатино             | 1                             | ↘261             | 68.07         |
| 14 | Тетеревятское сельское поселение    | село Тетеревятка            | 1                             | ↘262             | 174.37        |

## Населённые пункты
В Жирновский район входят 36 населённых пунктов.
| №  | Населённый пункт  | Тип             | Население | Муниципальное образование           |
| -- | ----------------- | --------------- | --------- | ----------------------------------- |
| 1  | Александровка     | село            | 1030      | Александровское сельское поселение  |
| 2  | Алешники          | село            | 852       | Алешниковское сельское поселение    |
| 3  | Андреевка         | село            | 427       | Александровское сельское поселение  |
| 4  | Большая Князевка  | село            | 139       | Александровское сельское поселение  |
| 5  | Бородачи          | село            | 395       | Бородачёвское сельское поселение    |
| 6  | Бутырка           | село            | 327       | Кленовское сельское поселение       |
| 7  | Верхняя Добринка  | село            | 716       | Верхнедобринское сельское поселение |
| 8  | Вишнёвое          | село            | 241       | Верхнедобринское сельское поселение |
| 9  | Гречихино         | село            | ↘80       | Медведицкое сельское поселение      |
| 10 | Ершовка           | село            | 228       | Кленовское сельское поселение       |
| 11 | Жирновск          | город           | ↗15 555   | Жирновское городское поселение      |
| 12 | Журавка           | хутор           | 60        | Александровское сельское поселение  |
| 13 | Кленовка          | село            | 928       | Кленовское сельское поселение       |
| 14 | Красный Яр        | рабочий посёлок | ↘5738     | Красноярское городское поселение    |
| 15 | Линёво            | рабочий посёлок | ↗5421     | Линёвское городское поселение       |
| 16 | Макаровка         | село            | ↘22       | Алешниковское сельское поселение    |
| 17 | Медведица         | село            | ↘2404     | Медведицкое сельское поселение      |
| 18 | Медведицкий       | рабочий посёлок | ↘1023     | Медведицкое городское поселение     |
| 19 | Меловатка         | село            | →253      | Меловатское сельское поселение      |
| 20 | Мельзавод         | посёлок         | ↘122      | Медведицкое городское поселение     |
| 21 | Мирный            | посёлок         | ↘57       | Алешниковское сельское поселение    |
| 22 | Морозово          | село            | 45        | Красноярское городское поселение    |
| 23 | Недоступов        | хутор           | 263       | Красноярское городское поселение    |
| 24 | Нижняя Добринка   | село            | ↘1265     | Нижнедобринское сельское поселение  |
| 25 | Новая Бахметьевка | село            | 92        | Александровское сельское поселение  |
| 26 | Новинка           | село            | 462       | Алешниковское сельское поселение    |
| 27 | Песковка          | село            | ↘258      | Медведицкое сельское поселение      |
| 28 | Пограничное       | село            | ↘93       | Алешниковское сельское поселение    |
| 29 | Подчинный         | посёлок         | ↘145      | Алешниковское сельское поселение    |
| 30 | Романовка         | село            | 111       | Кленовское сельское поселение       |
| 31 | Серпокрылово      | село            | ↘54       | Бородачёвское сельское поселение    |
| 32 | Тарапатино        | село            | ↘261      | Тарапатинское сельское поселение    |
| 33 | Тетеревятка       | село            | ↘262      | Тетеревятское сельское поселение    |
| 34 | Федоровка         | село            | 216       | Кленовское сельское поселение       |
| 35 | Фомёнково         | село            | ↘92       | Красноярское городское поселение    |
| 36 | Чижи              | село            | 36        | Бородачёвское сельское поселение    |

## Символика

### Флаг
Флаг Жирно́вского муниципального района является официальным символом муниципального образования Жирновский муниципальный район Волгоградской области Российской Федерации, символизирующим его достоинство и административное значение, единство его территории и населения, историческую преемственность, а также права органов местного самоуправления Жирновского муниципального района. В современной истории района было два флага: первый был принят 1 августа 2007 (Решение Жирновской районной Думы Волгоградской области от 17.07.2009 № 51/288-Д «О гербе и флаге Жирновского муниципального района»), а второй 17 июля 2009 года (Решение Жирновской районной Думы Волгоградской области от 01.08.2007 № 30/155-Д «О гербе и флаге Жирновского муниципального района»).
Флаг представляет собой прямоугольное полотнище с отношением ширины к длине 2:3, которое разделено на четыре неравные горизонтальные полосы — жёлтую, синюю, белую и зелёную (6:3:2:7), посередине жёлтой полосы изображено красное пламя, посередине зелёной — жёлтый сноп.
Флаг Жирновского муниципального района — опознавательно-правовой знак, составленный на основании герба Жирновского муниципального района и употребляемый в соответствии с вексиллологическими правилами.
Специализация Жирновского района — добыча полезных ископаемых (нефть, газ), сельскохозяйственное производство, в том числе выращивание злаковых культур (пшеница, гречиха). Это является обоснованием нахождения на флаге пламени и снопа злаковой культуры — пшеницы.
Синий цвет означает великодушие, честность, верность и безупречность, возвышенность устремлений, честь, славу, преданность, бессмертие. Также синий цвет символизирует самую высокую точку равнинной части Российской Федерации — Синюю гору, входящую в состав Медведицкой гряды.
- Жёлтый цвет (золото) — символ высшей ценности, величия, великодушия, богатства, урожая.
- Белый цвет (серебро) — символ чистоты, нравственности.
- Зелёный цвет символизирует надежду, изобилие, свободу, здоровье, природу, радость.

Оборотная сторона флага является зеркальным отображением его лицевой стороны.

### Флаг 2007 года
"Полотнище, ширины к длине 2:3, воспроизводящее композицию герба Жирновского муниципального района в белом, чёрном, жёлтом, красном, синем и зелёном цветах.
- Пятнадцать колосьев пшеницы — по числу городских и сельских поселений муниципального района. Колос символ достатка.
- Пламя (огонь) символ полезного ископаемого (газа).
- Полосы белого и чёрного цвета символ полезных ископаемых: мела, песка, глины, известняка, нефти.
- Жёлтый цвет (золото) — богатство, справедливость и великодушие.
- Зелёный цвет — символ надежды, радости, изобилия.
- Синий цвет — символ красоты, мягкости и величия.
- Красный цвет — достоинство, сила, могущество, благочестие, умеренность, щедрость.

### Герб
Решением Жирновской районной Думы Волгоградской области от 17 июля 2009 года № 51/288-Д «О гербе и флаге Жирновского муниципального района» были утверждены новые редакции Положений о гербе и флаге. Согласно тексту Положения о гербе:

«Глава 2. Описание и обоснование символики герба
2.1. Геральдическое описание (блазон) герба гласит:
— поле разделено серебряным узким завышенным поясом на котором стоят два лазоревых холма в золотом поле, обремененном червленым пламенем, в нижнем зелёном поле золотой хлебный сноп, перевязанный бантом того же металла. Щит увенчан муниципальной короной установленного образца.
2.2. Обоснование символики герба:
Уникальной особенностью Жирновского района является нахождение на его территории одной из самых высоких точек равнинной части Российской Федерации — Синей горы, входящей в состав Медведицкой гряды. Это является обоснованием нахождения на гербе лазоревых холмов.
Специализация Жирновского района — добыча полезных ископаемых (нефть, газ), сельскохозяйственное производство, в том числе выращивание злаковых культур (пшеница, гречиха). Это является обоснованием нахождения на гербе пламени и снопа злаковой культуры — пшеницы.
- Лазурь — означает великодушие, честность, верность и безупречность, возвышенность устремлений, чести, славы, преданности, бессмертие.
- Золото — символ высшей ценности, величия, великодушия, богатства, урожая.
- Серебро — символ чистоты, нравственности.
- Зелёный цвет символизирует надежду, изобилие, свободу, здоровье, природу, радость».

### Герб 2007 года
Официально утверждённый герб Жирновского района несколько отличается от проекта. Герб утверждён Постановлением Жирновской районной думы от 1 августа 2007 года № 30/155-Д. Геральдическое описание (блазон) герба гласит:
"Щит пересечен поясом серебряным и чёрным, в верхнем золотом поле лазоревые горы сопровождаемые червленым пламенем, в нижнем зелёном поле золотой сноп пшеницы перевязанный бантом того же металла. Щит венчает золотая земельная корона о пяти зубцах.
Символика:
- Пятнадцать колосьев пшеницы — по числу городских и сельских поселений муниципального района. Колос символ достатка.
- Пламя (огонь) символ полезного ископаемого (газа).
- Полосы серого и чёрного цвета символ полезных ископаемых: мела, песка, глины, известняка, нефти.

Цвета:
- Золото — богатство, справедливость, великодушие
- Зелень (зелёный цвет) — символ надежды радости, изобилия
- Лазурь (синий цвет) — символ красоты, мягкости, величия
- Пурпур — достоинство, сила, могущество, благочестие, умеренность, щедрость.

## Инфраструктура
Обеспеченность населения жильё в расчёте на одного жителя составляет 19,5 м² общей площади жилого фонда. Уровень газификации района природным газом 99 %. В районе действуют 10 школ и 10 филиалов школ, 8 детских дошкольных учреждений, одно среднее специальное учебное заведение — коррекционная школа, два учреждения начального профессионального образования — педагогический колледж и нефтяной техникум, 24 библиотеки, 28 клубных учреждений, 1 кинотеатр, краеведческий музей, центр детского творчества, музыкальная школа и её филиал.
В 2003 году введен в эксплуатацию современный плавательный бассейн.
Действует Жирновский психоневрологический интернат для пожилых и инвалидов. В сфере здравоохранения имеются 1 центральная районная больница, 2 участковых больницы, 21 фельдшерско-акушерский пункт.
На территории района имеются филиалы четырех банков, три кредитно-потребительских союза, три страховые компании.
Действуют предприятия транспорта и связи. Работают 168 магазинов, 83 мелкорозничных торговых объекта, 40 предприятий общественного питания. Действует крытый рынок города Жирновска, который занял 1-е призовое место в Волгоградском областном конкурсе в номинации «Лучший сельский рынок».

## Культура
Сеть учреждений культуры Жирновского района представляют:
- Районный Дом культуры;
- 14 культурно-досуговых центра;
- 13 сельских клубов;
- 24 библиотека, в том числе 22 сельских;
- 1 детская школа искусств (по двум адресам: в г. Жирновске и в р. п. Красный Яр);
- Районный краеведческий музей;
- Парк культуры и отдыха.

Районный дом культуры
В 1959 году был построен Дворец культуры «Нефтяник». В то время подобных Дворцов культуры не было ни в одном районе области.
По итогам работы в 2006 году он был признан лучшим в смотре-конкурсе «Клуб года Волгоградской области».
На сегодняшний день в РДК более 40 специалистов занимаются культурно-досуговой работой. Всего в Доме культуры работает 57 формирований, в них участвуют 987 человек.
Жирновская детская школа искусств
В Жирновске в 1959 года открылась детская музыкальная школа (реорганизованная впоследствии в детскую школу искусств). За время своего существования она выпустила свыше 1000 человек по различным специализациям: фортепиано, баян, аккордеон, скрипка, домра, балалайка, гитара, хоровое пение, изобразительное искусство.
Красноярская детская школа искусств
Была образована в 1968 году в рабочем поселке Красный Яр как детская музыкальная школа. В 1990 году, в связи с открытием классов хореографии, театрального и изобразительного искусства, школа получила статус детской школы искусств.
Жирновская районная библиотека
История районной библиотеки начинается с избы-читальни, открытой в селе Жирное в 1951 году, в июле этого же года она была реорганизована в сельскую библиотеку. Её первой заведующей была Евдокия Прокофьевна Ларина.
В 1961 году при городской библиотеке открылось детское отделение. В 1967 году библиотека переехала в новое просторное помещение.
В конце 1975 года (одними из первых в Волгоградской области) библиотеки Жирновского района перешли на централизацию, объединив 22 сельских, 4 городских и 4 детских библиотек. При центральной библиотеке были созданы отделы: методико-библиографический, комплектования и обработки литературы, обслуживания читателей.
С 1981 по 2002 годы руководила Жирновской централизованной библиотечной системой Ирина Владимировна Платицына. Методико-библиографический отдел стал центром обучения методистов районов области.
С 2008 года Жирновскую ЦБС возглавляет Ольга Александровна Кабанова. Библиотеки района обслуживают 27069 читателей.
Жирновский районный краеведческий музей
Он открыт 29 декабря 1972 года. Инициативная группа, которая была заинтересована в создании музея, состояла из известных в районе людей: И. С. Гаценко — секретаря РК КПСС, Е. И. Гайдучка — общественного директора музея, Б. Н. Гусева — заведующего промышленным отделом РК КПСС, И. Д. Карижского — археолога-любителя.
В 1974 году Евгений Иосифович Гайдучок стал первым штатным директором музея. В сентябре 1991 года музей перевели в государственную систему.
Фонды музея насчитывают 1755 единиц хранения. Это предметы этнографии, археологии, нумизматики, экспонаты истории техники, естественнонаучной коллекции, документы декоративно-прикладного искусства. Ежегодно музей посещают 5400 человек.
Жирновский парк культуры и отдыха
Был создан в период основании города Жирновска в хвойном бору. Его площадь составляет 5,2 гектара. В 2002 году парк был реконструирован силами нефтяников.
На территории парка находится шесть аттракционов, две детские игровые площадки, «военный городок», где выставлена военная техника.

## Образование
Заселение нашей территории началось в середине XVIII века. Из 26 населённых пунктов, находящихся в то время на территории будущего Жирновского района, школы (церковные, земские или школы грамоты) имелись лишь в одиннадцати. Необходимо напомнить, что учебные заведения уездов до 1918 года представлены земскими и министерскими школами (МНП), железнодорожными, фабричными, церковно-приходскими, Мариинскими гимназиями и гимназиями Министерства народного просвещения, реальными училищами, учебными заведениями Синода, частными учебными заведениями.
Учебные заведения Камышинского уезда относились к Казанскому учебному округу. В середине XIX века земские школы не пользовались каким- либо авторитетом у населения, так как земство старалось избавиться от лишних затрат, экономя средства на образование. Но учебные заведения не могли существовать без ассигнований, поэтому школы закрывались одна за другой, число учащихся быстро сокращалось.
Камышинское земство за время своего существования сменило несколько систем участия в распространении начального образования. Земское Собрание 1867 года постановило открыть с 1868 года 3 начальных школы, ассигновав на каждую по 500 руб. в год.
В колониях все русские школы содержались на частные средства, земские ассигнования должны были идти как стипендии детям из бедных семей. В 1886 году собрание приняло решение принять на счёт земства уплату жалованья учителям — 250 руб. , русско-немецким школам сначала было в этом отказано, но в 1888 году пособие выдаётся и им. Камышинское земство систематически открывало учебные заведения. Так, в 1843 году было открыто Красноярское земское училище, в 1867 — Грязнушинское, в 1869 — Верхнедобринское, в 1897 — Кленовское и Мирошниковское; в 1883 году — церковно-приходская школа в сл. Меловатка.
Земские школы до 1908 года содержались на совместные средства земства и сельских обществ. Земство выделяло средства на содержание учительского персонала, а сельское общество помогало в приобретении учебников, учебных пособий, несении хозяйственных расходов. В 1908 году был издан закон о пособиях земству на содержание учителей. Министерство народного просвещения освобождало земство от расходов по содержанию учителей, принимая расходы на свои средства. Это привело к улучшению материального обеспечения как школы, так и учителя (ему выплачивалось фиксированное жалованье в 360 руб.). Таким образом, земская школа до революции содержалась на средства земства и Министерства народного просвещения.
В 1903—1904 учебном году в Камышинском уезде насчитывалось 219 начальных школ, в том числе 58 земских, 55 немецких церковно-приходских, 7 немецких товарищеских, 47 школ грамоты, 41 церковно-приходская, 5 министерских. Все 58 земских школ содержались исключительно на средства уездного земства и сельских обществ. Оклад учителя составлял 300 руб. в год. Все школы уезда в 1903—1904 учебном году снабжались бесплатно учебниками, учебными и письменными принадлежностями.
Уже в 1913—1914 учебном году в Камышинском уезде было: земских школ — 118, церковно-приходских — 96, министерских — 7, русско-немецких — 44, частных — 5, городских — 11 (в том числе лютеранская, католическая и железнодорожная). Распоряжением правительства от 12 марта 1913 года школе, открытой в сл. Красный яр Камышинского уезда, присвоено имя наследника цесаревича и великого князя Алексея Николаевича. На 1 января 1915 года в Камышинском уезде действовали 43 русско-немецкие школы, 2 иноверческие (лютеранская и католическая).
Но вернёмся непосредственно к истории нашего района. В селе Жирное Лемешкинского района первая начальная школа была организована в 1907 году. Она состояла из трёх классов, в которых дети занимались одновременно в одну смену. Преподавал один учитель — Копьёв Иван Иванович. Здание образовательного учреждения представляло собой крестьянскую избу из одной комнаты. Число учеников доходило до 20-25 человек, среди них была только одна девочка.
В 1911 году построили школу с расчётом на 4 года обучения. Количество учеников увеличилось. Появился второй учитель по фамилии Осташкин. В 1915 году здание школы сгорело. Учащиеся стали ходить на занятия группами по частным квартирам. В годы гражданской войны обучение детей не было системным.
В 1921 году Григорий Денисович Маклаков, бывший ученик И. И. Копьёва, продолжил дело народного просвещения. Сначала он один занимался с тремя классами, а затем приехала учительница Торикова. Стало 4 класса. Эта новая начальная школа просуществовала до 1932 года. В 1932 в с. Жирное открыли семилетнюю школу, директором которой назначен Г. Д. Маклаков. Он руководил учебным заведением до 1941 года, пока не ушёл защищать родную землю от фашистских захватчиков. Пост директора заняла учительница Погорелова. В годы Великой Отечественной войны в 1942 году при Жирновской школе открыты 8-й и 9-й классы. Количество учащихся доходило до ста человек.
В конце 1940-х годов в селе Жирное открыты нефтяные и газовые месторождения, что повлекло за собой приезд большого количества людей: геологов, буровиков, нефтяников, строителей. Люди ехали вместе со своими семьями. Ежедневно в школу приходило до 20 новых учеников. А школа на тот момент размещалась в бараке из 11 комнат. Так что вопрос о строительстве нового здания школы оказался насущным.
В 1954 году была открыта восьмилетняя школа в просторном двухэтажном здании. Отсюда берёт своё начало история Жирновской школы № 1.

## Экономика
Основу экономики района составляет нефтегазодобывающая отрасль и сельское хозяйство, представленное производством зерновых и кормовых культур, выращиванием подсолнечника.

## Достопримечательности
- Доно-Медведицкая гряда
- Синяя гора
- Большой Каменный овраг
- Жирновская пещера
- Меловые горы
- Тарапатинская и Тарапатинская лесные водораздельные полосы
- Кленовский минеральный источник
- Ольгин родник
- Храм Рождества Христова (Нижняя Добринка) (1838—1839 годы)
- Церковь Дмитрия Солунского на Меловатке (1811 год)
- Мельница и усадьба Бореля
- Марьин утёс
- Тетеревятский резерват
- Храм Св. Духа-Утешителя

## Происшествия
Степные пожары, возникшие 2 сентября 2010 года, уничтожили частично сёла Александровка, Фомёнково и Тетеревятка.